# 雍和
雍和（ようわ Yunghe）は、中国に伝わる怪物の一種。
猿に似た姿をしているが体色は黄色く、赤い目と赤い嘴を持つという。
この怪物が現れた国は、大恐慌に見舞われるとされる。